# Людовик д’Эврё
Людовик д’Эврё (фр. Louis d'Évreux; 3 мая 1276 — 19 мая 1319, Лонпон) — граф д’Эврё, д’Этамп и де Бомон-ле-Роже, сын короля Филиппа III Смелого и Марии Брабантской. Французский принц из династии Капетингов. Основатель дома Эврё.

## Биография
Младший единокровный брат короля Филиппа IV Красивого, от которого получил в апанаж графство Эврё.
По свидетельству современников, этот принц был приверженцем мира. По сравнению со своим энергичным единокровным братом графом Карлом де Валуа, Людовик, который к нему всегда был оппозиционно настроен, был тих и спокоен. Однако он твёрдо защищал права Государства перед Церковью и помог своему брату Филиппу IV Красивому в его борьбе против папы Бонифация VIII.
Принимал участие в военных кампаниях во Фландрии в 1297, 1304 и 1315 годах.
После смерти Людовика X Людовик д’Эврё вступил в противоборство со своим братом Карлом Валуа на стороне среднего племянника Филиппа за право быть регентом Франции (Клеменция Венгерская была беременна, когда Людовик умер). В результате противостояния Филипп стал регентом, а затем королем Франции. Людовик оказался одним из самых ближайших советников своего племянника.
В 1317 году его племянник Филипп V Длинный возвёл его графство Эврё в пэрство.
Людовик д’Эврё, отличавшийся спокойным и добрым нравом, старался держаться подальше от политических интриг.

## Семья и дети
Жена: (с 1301) Маргарита д’Артуа (ок. 1285—1311), дочь Филиппа д’Артуа и Бланки де Дрё. Имели пять детей:
- Мария (1303—1335), муж (с примерно 1314) — герцог Жан III Брабантский (1300—1355);
- Карл (1305—1336), граф д’Этамп;
- Филипп (1306—1343), граф д’Эврё, король Наварры через брак с Жанной II, королевой Наварры;
- Маргарита (1307—1350), муж (с 1325) — граф Гильом XII Оверньский (ок. 1300—1332);
- Жанна (1310—1371), муж (с 1325) — король Карл IV Красивый (1294—1328).

## Людовик д’Эврё  в искусстве
Людовик д’Эврё  является одним из героев цикла исторических романов «Проклятые короли» французского писателя Мориса Дрюона. Робер Парти играет Людовика в мини-сериале «Проклятые короли», 1972 год. Во второй экранизации 2005 года персонаж  Людовика д’Эврё отсутствует и даже не упоминается.